# NHK穂別テレビ中継局
NHK穂別テレビ中継局（エヌエイチケイほべつテレビちゅうけいきょく）は、北海道むかわ町穂別にあったアナログテレビジョン放送中継局。

## 概要
NHK室蘭放送局単独の中継局であるが、山陰による難視聴解消のため、区域内に13ヶ所の共同受信施設が設置され、ほとんどの世帯をカバーしていた。そのため、穂別中継局受信用アンテナの設置世帯は皆無であった。2007年から2009年にかけて、これらの共同受信施設が農林水産省の支援（元気な地域づくり事業）によって統合・改修され、光ファイバを利用したFTTH方式となり、地上デジタルテレビ放送が受信できるようになった。そのため、デジタルテレビ中継局の設置は計画されず、2011年7月24日の停波をもって運用を終えた。

## 地上アナログテレビジョン放送
| チャンネル | 放送局名     | 空中線 電力         | ERP                  | 偏波面   | 放送対象地域                | 放送区域 内世帯数 | 開局日         |
| ---------- | ------------ | ------------------- | -------------------- | -------- | --------------------------- | ----------------- | -------------- |
| 9          | NHK 室蘭総合 | 映像100mW/ 音声25mW | 映像650mW/ 音声160mW | 垂直偏波 | 胆振・日高・ 寿都郡黒松内町 | 不明              | 1970年 3月30日 |
| 11         | NHK 室蘭教育 | 映像100mW/ 音声25mW | 映像660mW/ 音声165mW | 垂直偏波 | 全国                        | 不明              | 1970年 3月30日 |

- 出力は100mWであるが、VHFの100mWであるため、ミニサテライト局とはみなされない。